# Química atmosférica
Existem vários componentes químicos em suspensão no ar da atmosfera principalmente na troposfera.
Esses componentes vão originar vários fenômenos atmosféricos. Existem vários componentes químicos poluidores que são o dióxido de enxofre, dióxido de carbono, metano, chumbo e alguns ácidos como o sulfúrico. O dióxido de carbono, os fumos e o dióxido de enxofre vão servir como núcleos de condensação e misturando-se com o nevoeiro numa atmosfera úmida vão originar o smog e numa atmosfera seca a bruma.
Alguns poluentes já referidos, como o ácido sulfúrico e o dióxido de enxofre vão-se dividir em ácido sulfídrico e vão condensar nas nuvens e misturar-se com o vapor de água. Ao ocorrer a precipitação vão-se precipitar e espalhar nos terrenos à volta e contaminar terrenos, lagos, rios e florestas.
O principal componente químico e que é o mais conhecido é o dióxido de carbono e que está a provocar o conhecido efeito estufa ou o aquecimento global.
A nossa atmosfera envolve vários elementos químicos, ela é a camada de ar de aproximadamente 700 quilômetros de espessura que envolve o globo terrestre. Como o próprio nome já indica, a atmosfera é composta de ar, que é uma solução gasosa que contém partículas sólidas e líquidas em suspensão.
A atmosfera é denominada de solução gasosa porque é uma mistura de vários gases e dentre eles os que se encontram em maiores proporções são: Nitrogênio, Oxigênio, Argônio, Neônio, e outros gases nobres.
Esses gases fazem parte da mistura de ar seco que está presente até uma altura de 25 quilômetros, acima disso é possível encontrar outros componentes gasosos como: dióxido de carbono, vapor de água e outros de origem industrial (poluentes).
Existem vários outros componentes químicos poluidores do ar que são o dióxido de enxofre, metano, chumbo e alguns ácidos como o sulfúrico.<INFOESCOLA</ref></ref>